# Knallhart (Roman)
Knallhart ist der Titel eines im Jahr 2004 erschienenen Jugendromans von Gregor Tessnow. Das Buch basiert auf der Geschichte des in einen Strudel von Gewalt und Drogenhandel geratenen Jungen Michael Polischka. Es gewährt einen Einblick in die Probleme Jugendlicher in sozial schwachen Gebieten der Großstadt und wirbt um Verständnis für all diejenigen Jugendlichen, die ähnlich wie der Hauptdarsteller mit Gefühlen der Furcht und Ausweglosigkeit zu kämpfen haben.

## Handlung
Der fünfzehnjährige Michael Polischka muss mit seiner Mutter Miriam aus einer Villa in den Berliner Stadtteil Neukölln ziehen. Dr. Peters, der langjährige Geliebte seiner Mutter, findet sie sexuell nicht mehr attraktiv genug und wirft sie deshalb raus.
In der neuen Schule in Neukölln wird von Michael von einer Jugendgang Schutzgeld erpresst. Mit seinen neuen Schulfreunden Crille und Matze bricht er in die Villa von Dr. Peters ein, seinem früheren Zuhause, um mit dem Geld die Gang bezahlen zu können. Doch Erol, dem Anführer der Gang, ist das nicht genug. Immer öfters verprügeln er und seine Gang Michael brutal. Die Lage wird immer schlimmer. Und so leben sich Michael und seine Mutter, die immer wieder neue Männerbekanntschaften sucht, langsam auseinander. Nun steht auch noch die Polizei vor der Tür, um den Einbruch bei Klaus Peters zu untersuchen. Von seinem Kumpel Crille, der von seinem Vater geschlagen wird, wird er in die Welt der Neuköllner Kleinkriminalität eingeführt und auch dem Dealer Hamal vorgestellt. Es nimmt eine dramatische Wende, als Michael sich gegen Erol wehrt und ihm dabei die Nase bricht. Erol nimmt ein Messer zur Hand um sich zu wehren, doch da taucht Barut, die rechte Hand von Hamal auf, und rettet Michael. Da Hamal Michael für vertrauenswürdig befindet und einen Drogenkurier mit einem „ehrlichen Gesicht“ braucht, stellt er Michael ein.
Michael findet sich in seiner neuen Rolle als Kurier immer besser zurecht, verliert dabei aber seine Freunde Crille und Matze und auch das Verhältnis zu seiner Mutter verschlechtert sich immer weiter. Eines Nachmittags bekommt er den Auftrag, nicht nur Haschisch auszuliefern, sondern Kokain im Wert von 80.000 Euro. Dabei bekommt er einen schockierenden Einblick in die Welt der Süchtigen. Nach dieser Drogenlieferung wird er auf dem Rückweg von Erols Gang überrascht, der seinen Rucksack mitsamt dem Drogengeld auf das Dach einer gerade abfahrenden S-Bahn wirft. Damit wird Michael für Hamal zum Problem, denn das im Rucksack liegende Geld und sein Portemonnaie könnte die Polizei erneut zu Michael führen.
Die Lösung für dieses Problem sei, meint Hamal: Umringt von seinen reichen „Vertragspartnern“ bekommt er nachts an der Stadtgrenze zu Berlin einen Revolver in einer Tüte überreicht, um Erol, der gefesselt am Boden liegt oder einfach sich selbst zu erschießen. Michael wird von Hamal und Barut stark unter Druck gesetzt und verunsichert (möglicherweise ist die Waffe gar nicht geladen und das alles ist nur ein Test) und erschießt, nachdem er die ganze Nacht lang gezögert hat, Erol.
Anstatt jedoch mit Hamal zu fliehen, bleibt Michael zurück und geht alleine zur Polizei, um ein Geständnis abzuliefern. Am Ende des Buches wird er von seiner Mutter auf der Polizeiwache abgeholt.

## Erstausgabe
- 2004 Knallhart. Mit einem Vorwort von Zoran Drvenkar, Ueberreuter Verlag, 156 Seiten

## Hörspiel
- 2006 Knallhart – Eine Berlinstory. Gelesen von David Kross, Berliner Hörspiele, Laufzeit ca. 212 Minuten, Audio-CD

## Verfilmung
Im Jahr 2006 erschien der deutsche Spielfilm Knallhart von Detlev Buck, der sich stark an der gleichnamigen Romanvorlage orientiert. Das Drehbuch zum Film schrieben Gregor Tessnow und Zoran Drvenkar.

### Unterschiede zwischen Film und Roman
Die Handlung von Film und Roman ist größtenteils identisch. Dennoch finden sich einige Unterschiede. Im Roman hat Michaels Mutter keine Hemmungen, zum Sozialamt zu gehen, und das Jugendamt kümmert sich um Crille und Matze. Michael gibt sich im Roman viel lustiger und ist weniger verschlossen. Bei aller Dramatik schimmert der schwarze Humor der Protagonisten durch. Der Schule und den Lehrern werden mehr Bedeutung zugemessen. Der Polizist Gerber verliebt sich nicht in Miriam, sondern ist einfach nur ein freundlicher Beamter. Der Drogenboss Hamal kommt nicht aus Afghanistan, sondern aus Syrien. Im Roman stiehlt Michael nicht nur Dr. Peters’ Kreditkarte, ihm fällt auch gleichzeitig das an Dr. Peters adressierte Briefkuvert des Kreditinstituts, in der die Geheimzahl steht, in die Hände. Dies macht das erfolgreiche Geldabheben am Bankautomaten verständlicher. Der Anführer der Jugendgang, Erol, ist im Roman kein 17-jähriger Vater von Zwillingen, jedenfalls wird nicht darüber berichtet. Besonders auffallend ist ein weiterer Unterschied: Im Roman versucht Erols Gang, Michael aus einer fahrenden S-Bahn zu stoßen. Im Film findet stattdessen eine Baseballschläger-Szene im Parkhaus statt.
Im Film wie auch im Buch wird Michael mehr und mehr selbst zum Täter, je mehr er sich gegen die Opferrolle wehrt. Während Erol im Film parallel dazu eine konträre Entwicklung durchläuft, wird im Buch insgesamt nur wenig auf die Persönlichkeit Erols eingegangen.
Ein gravierender Unterschied zeigt sich auch am Ende des Romans bzw. Films. Während Michael im Film lange überlegt, ob er Erol mit der Waffe töten soll, ist er im Roman nicht so zögerlich.

## Trivia
Der Roman Knallhart dient an vielen Schulen als Vorlage für den Deutschunterricht.